# Belenois creona
Belenois creona (tên tiếng Anh: African Common White) là một loài bướm thuộc họ Pieridae. Chúng được tìm thấy ở vùng sinh thái châu Phi nhiệt đới.

## Miêu tả

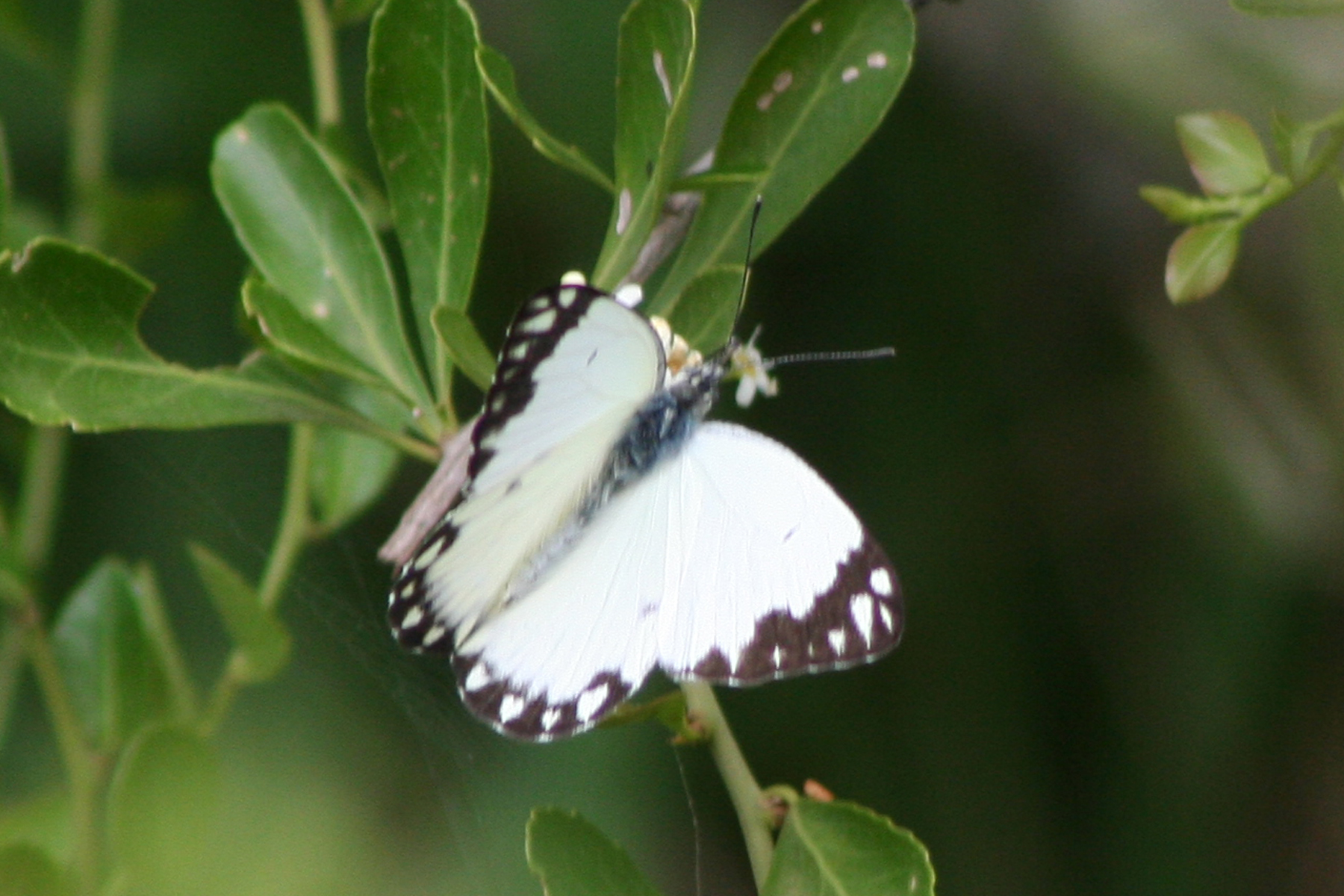

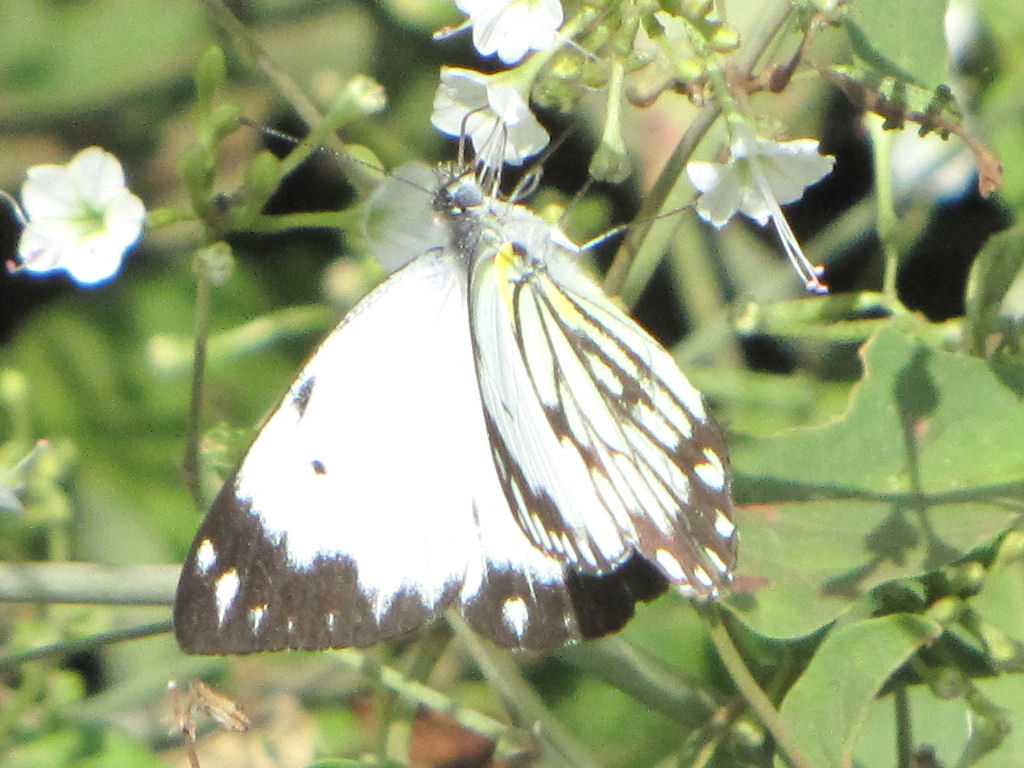
B. c. severina, Tanzania

Sải cánh dài 40–45 mm. Chúng có giới tính lưỡng hình.

## Sinh thái học
Ấu trùng ăn các loài Capparis và Maerua.

## Phụ loài
Các phụ loài sau đây được công nhận:
- B. c. creona (Sénégal tới Nigeria, Sudan, phía đông Ethiopia)
- B. c. benadirensis (Somalia)
- B. c. boguensis Ethiopia
- B. c. elisa (Comoros)
- B. c. leucogyne (Bán đảo Ả Rập)
- B. c. prorsus (Madagascar)
- B. c. severina (Nam Phi tới phía đông châu Phi, Cộng hòa Dân chủ Congo)

## Hình ảnh

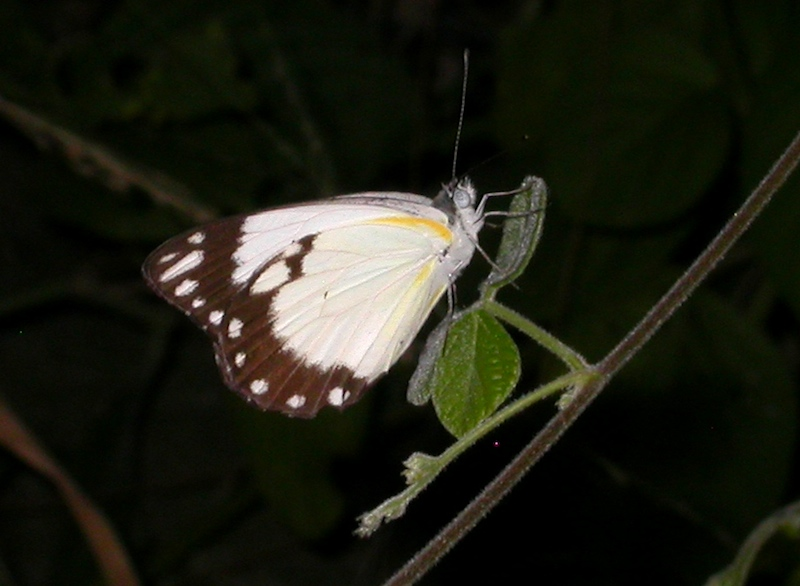
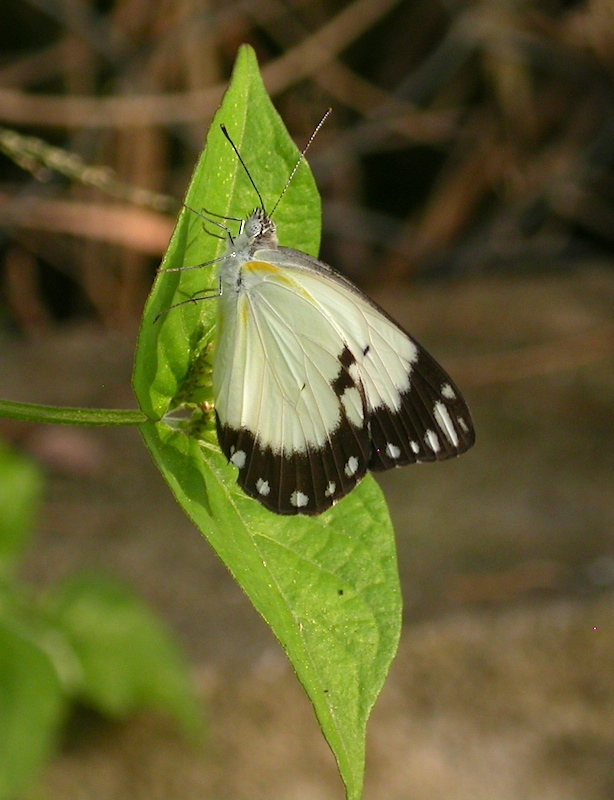
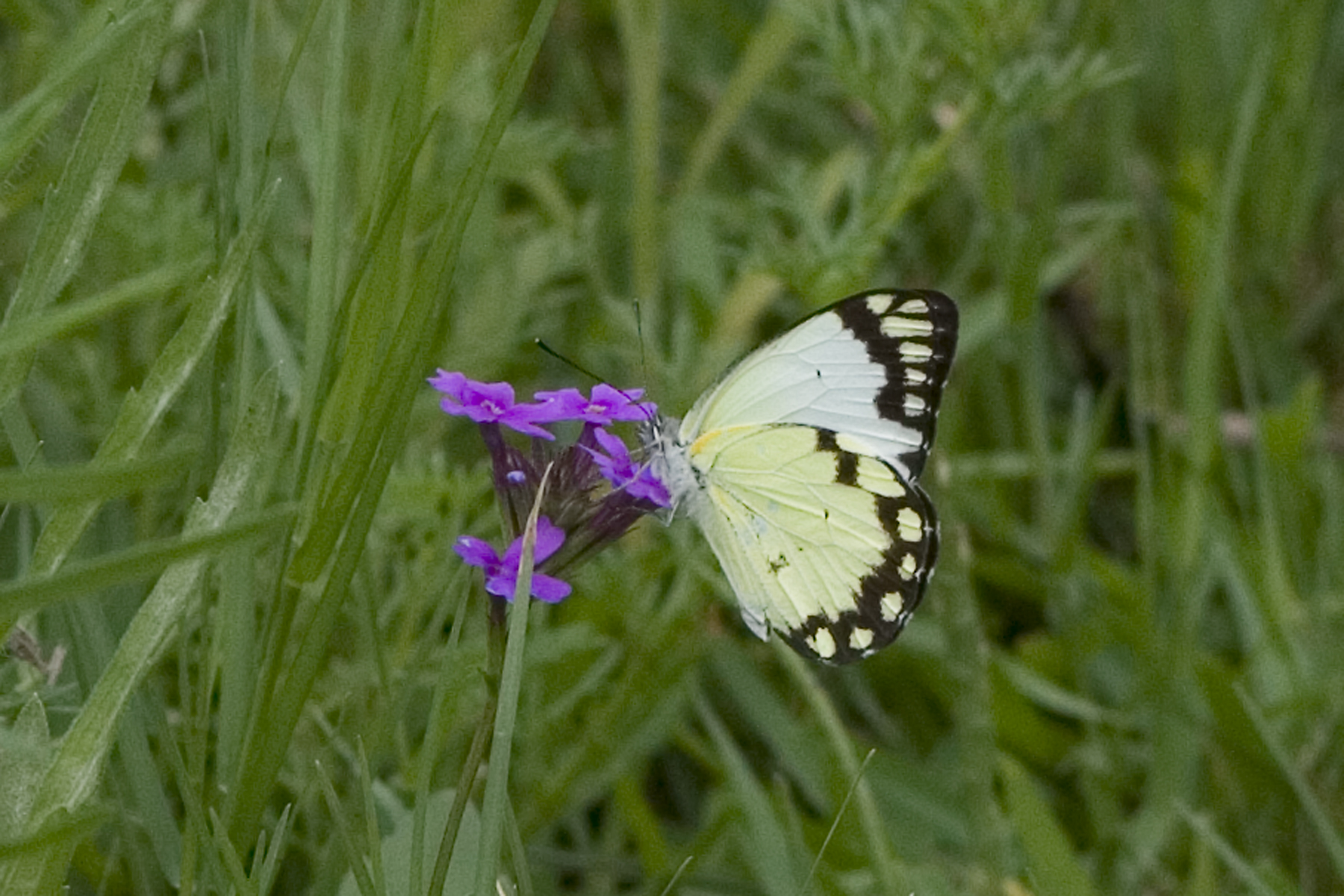
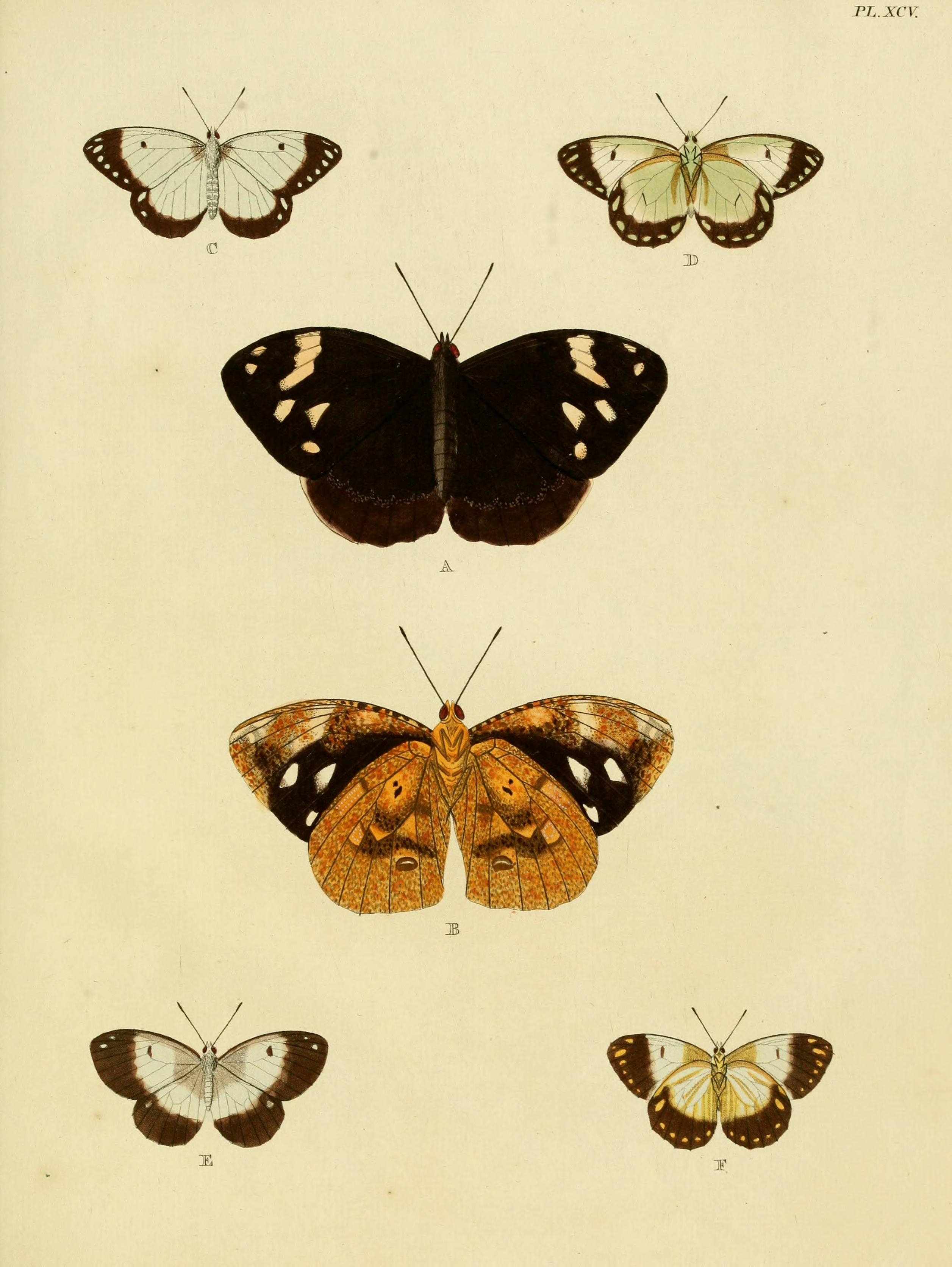